# Orimarga cruciformis
Orimarga cruciformis är en tvåvingeart som beskrevs av Alexander 1930. Orimarga cruciformis ingår i släktet Orimarga och familjen småharkrankar. Inga underarter finns listade i Catalogue of Life.